# Hubay Kálmán
Hubay Kálmán (Jászapáti, 1902. április 3. – Budapest, 1946. június 26.) magyar újságíró, nyilaskeresztes politikus.

## Életrajza
A Miskolci Jogakadémián szerzett diplomát, 1919–1933 között különböző beosztásokban főleg mint újságíró működött. 1933-ban Gömbös Gyula meghívására részt vállalt a Függetlenség című szélsőjobboldali lap, majd a kormánypárti (NEP) Esti Újság című lap szerkesztésében. Gömbös halála (1936) után Szálasihoz, illetve a hungarizmushoz (Hungarista Mozgalom) csapódott.
1938 márciusában alapító tagja volt a Nemzeti Szocialista Magyar Párt – Hungarista Mozgalomnak (NSZMP-HM) és egyben egyik vezetője is, mikor Darányi Kálmán miniszterelnök – a hazai szélsőjobb megosztásának szándékával – titkos tárgyalásokba kezdett vele, és megállapodtak, hogy a törvényes út tiszteletben tartásáért cserébe a nemzetiszocialisták parlamenti mandátumokhoz juthatnak. Ezen egyezség rövid időn belül, 1938 májusában lemondásra kényszerítette, az NSZMP-HM-at pedig 1939 februárjában betiltották és felszámolták. Alig egy hónapon belül, 1939. március 15-én Hubay vezetésével újjáalakult Nyilaskeresztes Párt néven, melynek Hubay Szálasi 1940-es szabadulásáig vezetője is volt. Az 1939-es választásokon az NYKP feltűnően jól szerepelt: 31 mandátumhoz jutottak, így a legnagyobb ellenzéki párttá váltak a parlamentben.
1940-től 1942-ig Szálasi helyettese volt a mozgalomban és a pártban, ahonnét 1942-ben a közte és Szálasi között anyagi okokból fakadó viták és ellentétek miatt kilépni kényszerült és átült a többi, NYKP-ból kivált képviselő által alakított, gróf Pálffy Fidél vezette Egyesült Magyar Nemzeti Szocialista Pártba (mely később egyesült az Imrédy Béla vezette Magyar Élet Mozgalommal Magyar Megújulás Nemzetiszocialista Pártszövetség néven). Az NYKP belső pártszakadása után felvette a Nyilaskeresztes Párt – Hungarista Mozgalom nevet.
A nyilaspuccs után e két pártból illetve pártszövetségből alakult Szálasi-kormányban (kormánytisztviselőként) a kultuszminisztérium működését ellenőrizte.
Írásai, beszédei, azok tartalma, stílusa, illetve a Hungarista Mozgalomban betöltött szerepe miatt követői és egyéb szélsőjobboldali csoportosulások köreiben közkedveltek, bizonyos körök Szálasival szemben neki tulajdonítják a Hungarista Mozgalom sikereit, eredményeit.
A háború után elfogták, a népbíróság halálra ítélte, majd kivégezték.

## Művei
- Magyar fajvédő könyvek, 1. Magyar nacionalista külpolitika, Nemzeti Figyelő, Budapest, 1938
- Három interpelláció... Az Országgyűlés képviselőházának 1938. évi december 14-én, szerdán tartott 353-ik ülésén elmondotta Hubay Kálmán – Az interpellációkra válaszoltak Keresztes-Fischer Ferenc, Imrédy Béla, Tasnádi-Nagy András, Magyar Nemzeti Szocialista Párt, Budapest, 1939
- Két forradalom, Centrum, Budapest, 1941
- Párt és állam – A Magyar Nemzetiszocialista Párt politikája, programja és szervezete; összeáll. Hubay Kálmán; Magyar Nemzetiszocialista Párt, Budapest, 1944, (Nemzetiszocialista könyvek)